# Jurij Najdowski
Jurij Najdowski, ros. Юрий Вячеславович Найдовский, Jurij Wiaczesławowicz Najdowski (ur. 10 kwietnia 1963 w Aktau, Kazachska SRR) – kazachski piłkarz pochodzenia białoruskiego, grający na pozycji napastnika.

## Kariera piłkarska

### Kariera klubowa
W 1980 rozpoczął karierę piłkarską w SKIF Ałmaty. W 1983 został zaproszony do Kajratu Ałmaty. W 1990 przeszedł do Metałurha Zaporoże, ale po roku powrócił do Kajratu Ałmaty. 19 kwietnia 1992 uczestniczył w pierwszym meczu Mistrzostw niepodległego Kazachstanu. W latach 1994–1995 występował w rosyjskim Torpedo Wołżski. W 1996 po raz kolejny wrócił do Kajratu Ałmaty, w którym zakończył karierę piłkarza.

### Kariera reprezentacyjna
W 1992 bronił barw narodowej reprezentacji Kazachstanu.
Po zakończeniu kariery piłkarskiej wyjechał do Mińska, gdzie prowadził prywatny biznes w handlu części samochodowych. Potem wrócił do Ałmaty i pracował jako trener w Szkole Sportowej dla dzieci.

## Sukcesy i odznaczenia

### Sukcesy piłkarskie
Kajrat Ałmaty
- zdobywca Pucharu Federacji Piłki Nożnej ZSRR: 1988
- brązowy medalista Pierwoj ligi ZSRR: 1989
- mistrz Kazachstanu: 1992
- zdobywca Pucharu Kazachstanu: 1992

Metałurh Zaporoże
- brązowy medalista Pierwoj ligi ZSRR: 1990

### Sukcesy indywidualne
- król strzelców Pierwoj ligi ZSRR: 1989

### Odznaczenia
- tytuł Mistrza Sportu ZSRR